# Dušan Doberšek
Dušan Doberšek, slovenski častnik, * 6. januar 1950, Celje.

## Vojaška kariera
- povišan v polkovnika (13. maj 1998)

## Odlikovanja in priznanja
- zlata medalja generala Maistra (11. maj 2000)